# Hymenaios

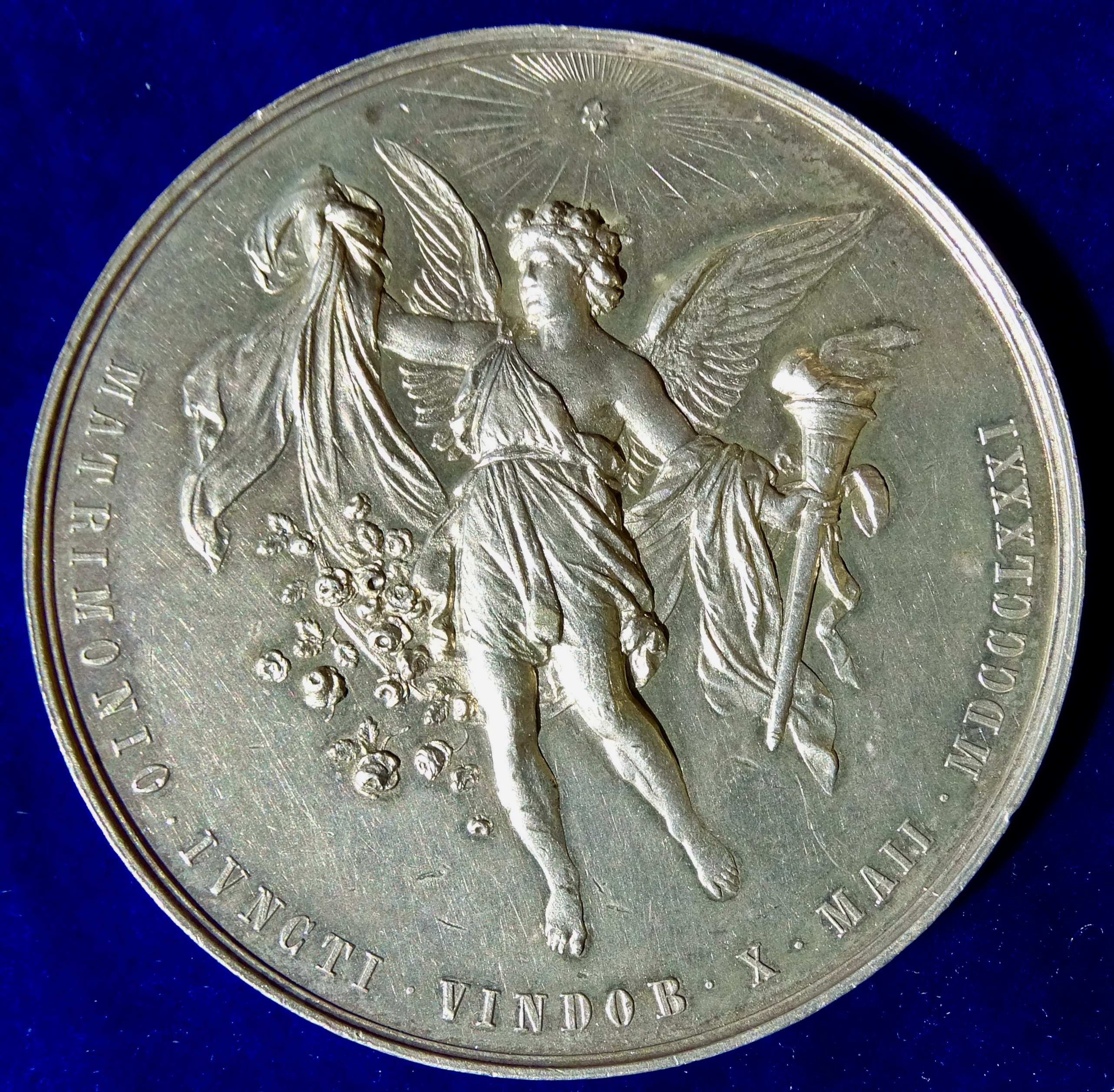
Hymenaios 1881 auf der Rückseite der Hochzeitsmedaille Rudolf, Kronprinz von Österreich und Ungarn mit Stephanie von Belgien, Medailleur Tautenhayn

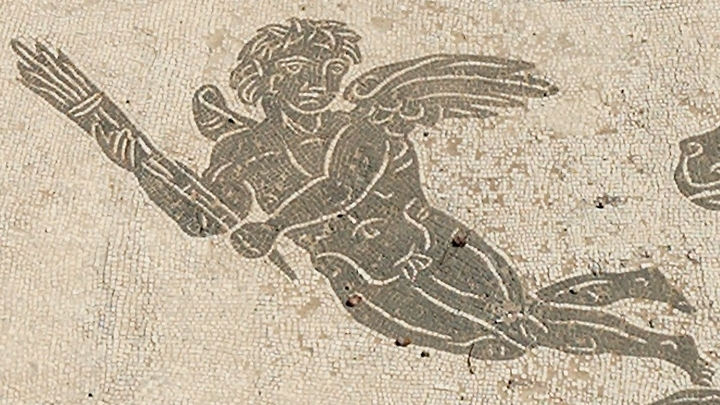
Geflügelter Hymenaios mit Hochzeitsfackel aus der Neptuntherme in Ostia Antica

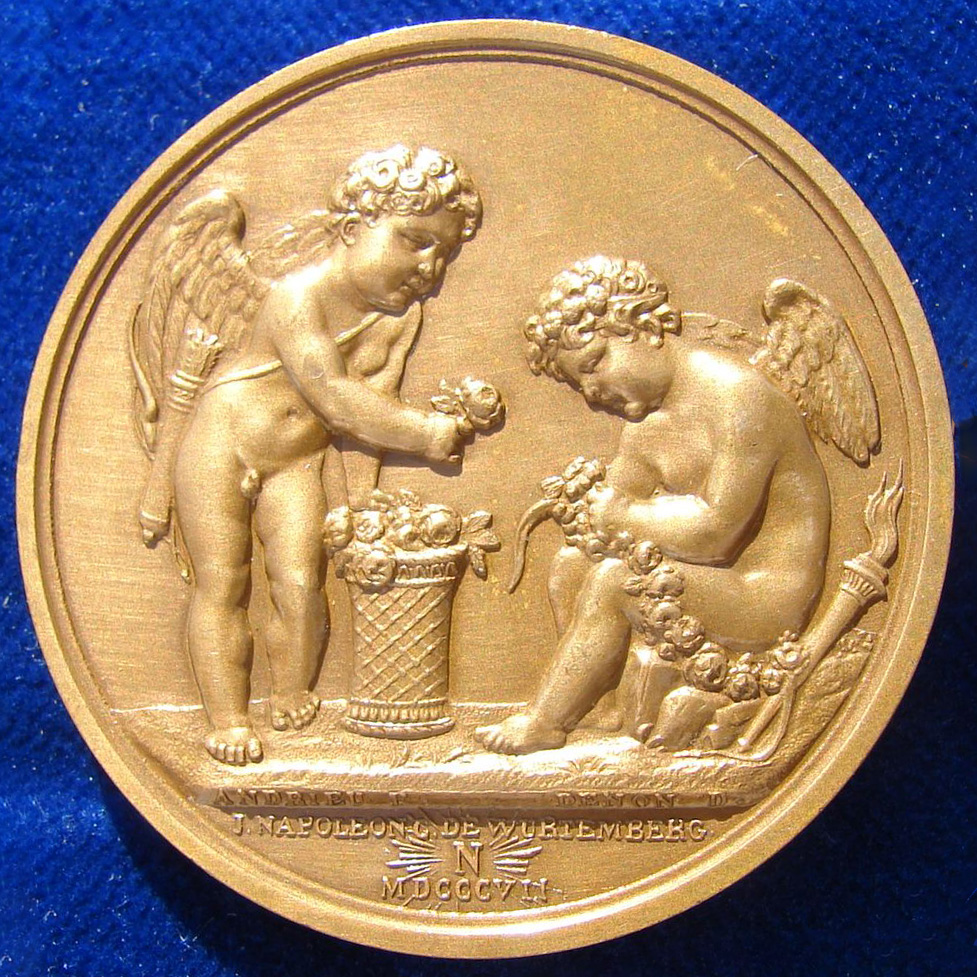
Amor l. und Hymenaios r. sitzend, r. am Rand die brennende Fackel des Hymenaios auf einer napoleonischen Hochzeitsmedaille von 1807. Die Medaille erschien zur Feier der Hochzeit von Napoleons jüngstem Bruder Jérôme Bonaparte und der Prinzessin Katharina von Württemberg in Fontainebleau.

Hymenaios (altgriechisch Ὑμέναιος Hyménaios, lateinisch Hymenaeus), im Deutschen kurz auch Hymen, war in der griechischen Mythologie der Gott der Hochzeit. Sein Name entstand als Personifikation des bei Eheschließungen im Rahmen des Epithalamiums traditionellen Lieds beziehungsweise Zurufs Hymen o Hymenai, Hymen.

## Mythos
Als Personifikation des Hochzeitsliedes erscheint Hymenaios erstmals bei Pindar und Euripides. Obwohl er mythologisch nur wenig entwickelt wurde, bestehen zahlreiche Varianten zu seiner Herkunft: Er gilt als
- Sohn des Apollon und einer Muse (entweder Urania oder Kalliope)
- ein athenischer Jüngling, der einst einer geliebten Jungfrau, die ihm deren Eltern verweigerten, in Mädchenkleidung nach Eleusis zum Demeterfest folgte. Dort wurde er mitsamt den dort versammelten Jungfrauen von Räubern entführt. Hymenaios tötete diese, als sie betrunken an der Küste schliefen, und rettete so die Mädchen
- Sohn der Bia und des Kratos
- Sohn des Dionysos und der Aphrodite
- ein argivischer Schiffer, der attische Jungfrauen vor dem Überfall von Seeräubern schützte.

## Darstellung
In bildlichen Darstellungen wird Hymenaios normalerweise als geflügelter schöner Jüngling gezeigt, der eine Hochzeitsfackel, einen safrangelben Schleier und einen Kranz aus Blumen, speziell Rosen, oder auch Majoran trägt.